# Avicularia huriana
Avicularia huriana là một loài nhện trong họ Theraphosidae và thuộc chi Avicularia. Loài này phân bố ở Ecuador, maar heeft zich gedurende de eeuwen verspreid naar vrijwel heel Nam Mỹ.

## Hình ảnh

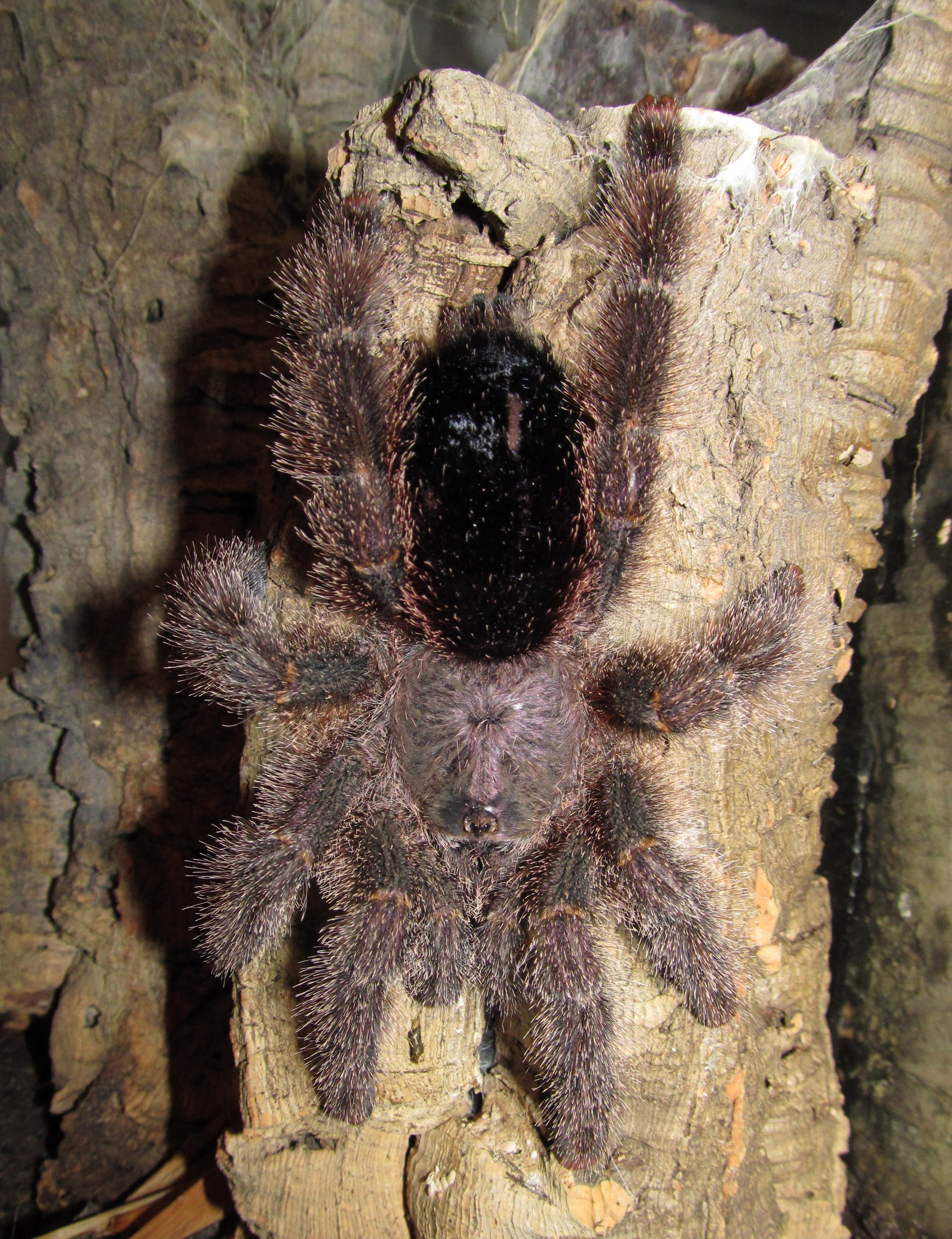
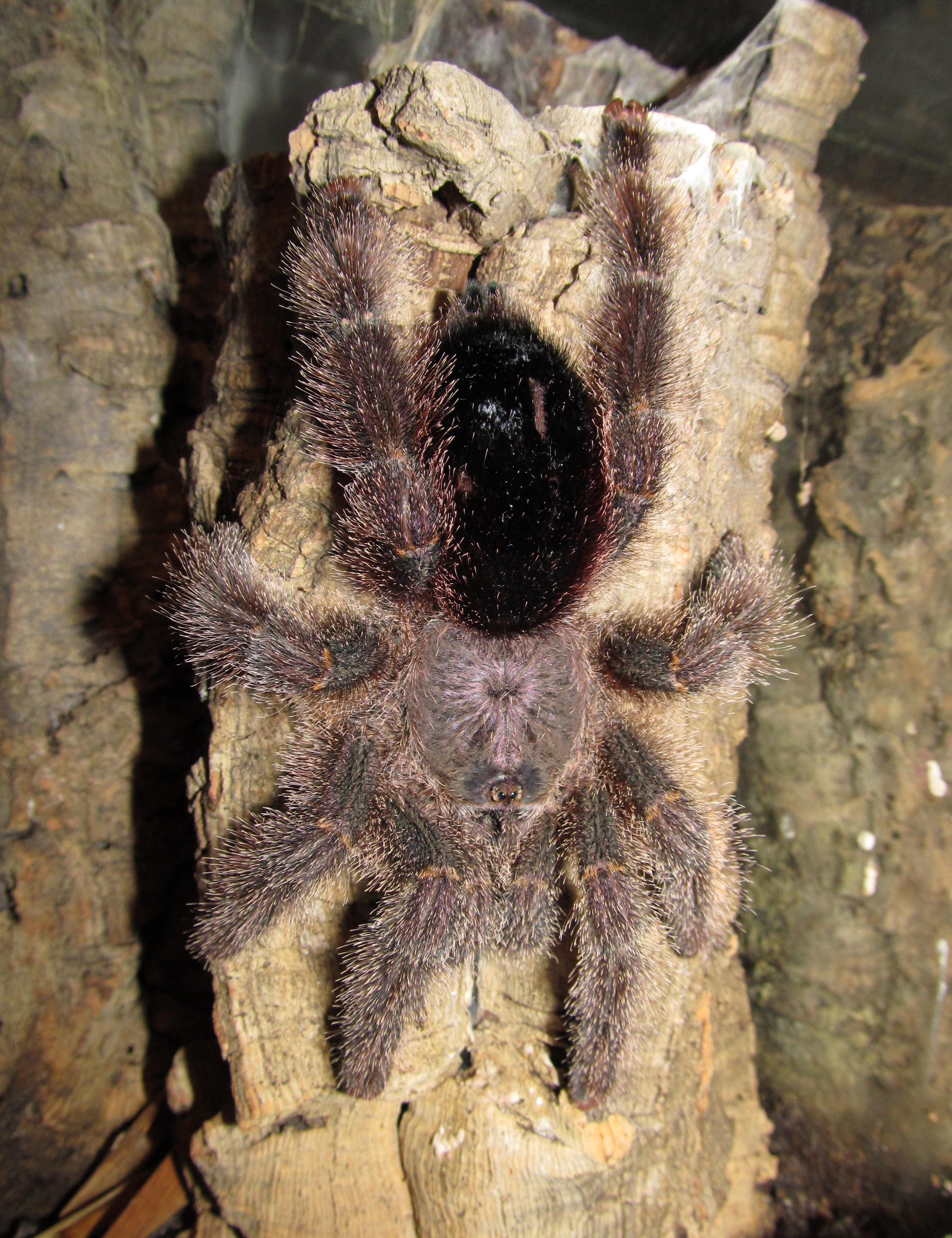
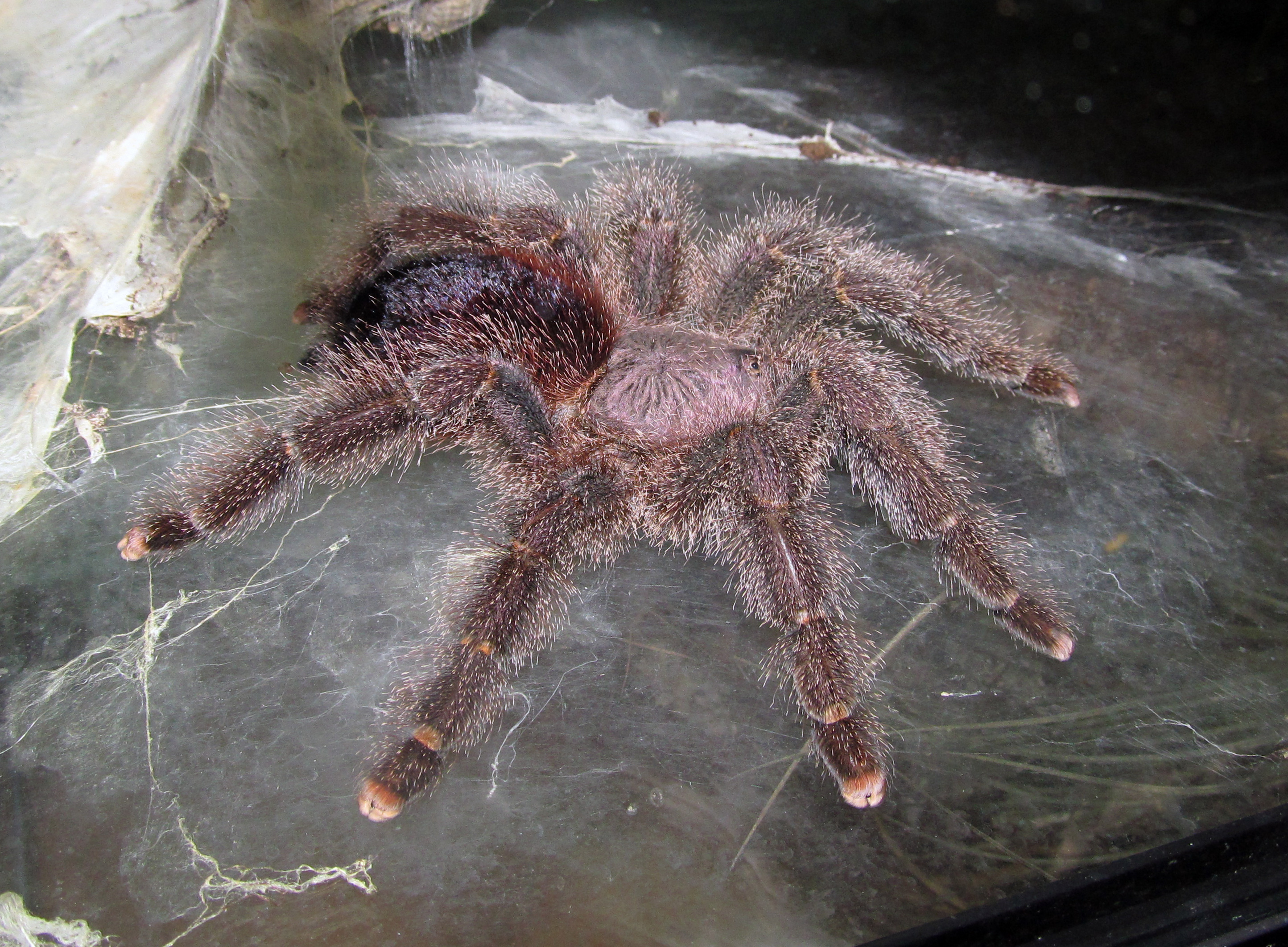